# 마술레

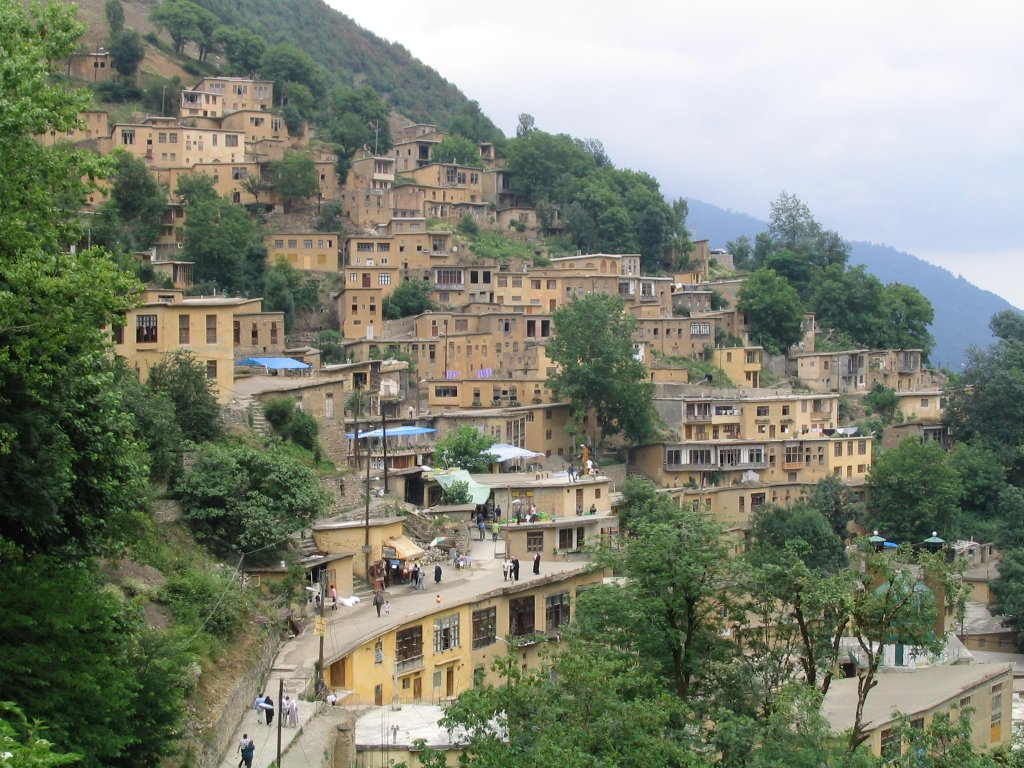
마술레

마술레(Masuleh)는 이란 길란주의 도시로, 2006년 기준으로 총 인구는 554명이다.